# Liste der Naturdenkmale in Heimborn
Die Liste der Naturdenkmale in Heimborn nennt die im Gemeindegebiet von Heimborn ausgewiesenen Naturdenkmale (Stand 13. Juni 2024).

## Naturdenkmale
| Nr.         | Bezeichnung                      | Lage                                                       | Beschreibung            | Bild                                    |
| ----------- | -------------------------------- | ---------------------------------------------------------- | ----------------------- | --------------------------------------- |
| ND-7143-406 | Eichengruppe an der Nisterbrücke | nördlich des Ortes an der K 19 Lage                        | Quercus sp., drei Bäume | Fotos hochladen                         |
| ND-7143-408 | Eiche am Weg nach Wintershof     | Heimborn, östlich des Ortes; Flur Auf dem Raupenbusch Lage | Quercus sp.             | Direkt Bild zu diesem Denkmal hochladen |